# Bolč
 Bolč  falu Horvátországban Zágráb megyében. Közigazgatásilag Farkaševachoz tartozik.

## Fekvése
Zágrábtól 55 km-re keletre, községközpontjától 3 km-re északkeletre a megye északkeleti határán fekszik.

## Története

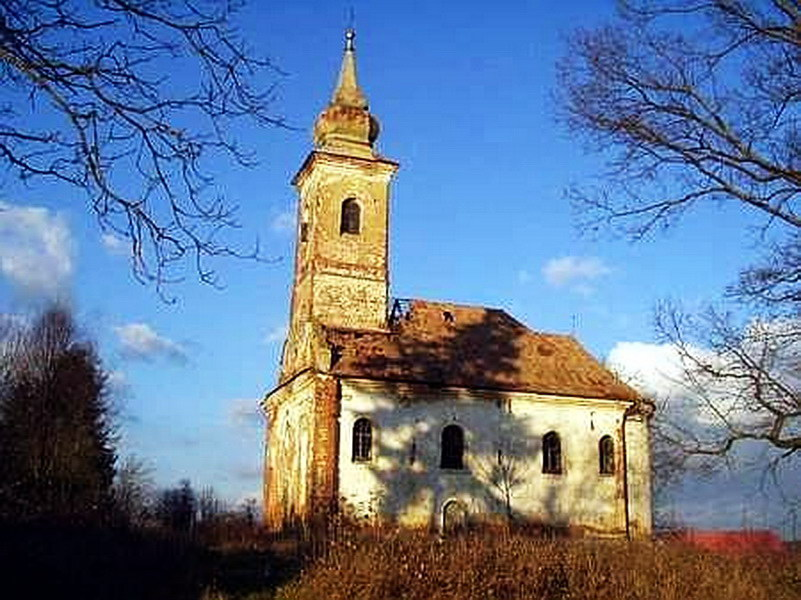
Szent Mihály templom, Bolč

A településnek 1857-ben 520, 1910-ben 647 lakosa volt. Trianonig Belovár-Kőrös vármegye Belovári járásához tartozott. 1993-ig közigazgatásilag Vrbovec község része volt, ekkor az újonnan alakított Farkaševac községhez csatolták. 2001-ben a falunak 460  lakosa volt.

## Lakosság
| Lakosság változása | Lakosság változása | Lakosság változása | Lakosság változása | Lakosság változása | Lakosság változása | Lakosság változása | Lakosság változása | Lakosság változása | Lakosság változása | Lakosság változása | Lakosság változása | Lakosság változása | Lakosság változása | Lakosság változása |  |
| ------------------ | ------------------ | ------------------ | ------------------ | ------------------ | ------------------ | ------------------ | ------------------ | ------------------ | ------------------ | ------------------ | ------------------ | ------------------ | ------------------ | ------------------ |  |
| 1857               | 1869               | 1880               | 1890               | 1900               | 1910               | 1921               | 1931               | 1948               | 1953               | 1961               | 1971               | 1981               | 1991               | 2001               |  |
| 520                | 571                | 586                | 608                | 589                | 647                | 665                | 700                | 658                | 682                | 654                | 580                | 517                | 475                | 460                |  |

## Nevezetességei
Szent Mihály és Gábriel arkangyalok tiszteletére szentelt szerb ortodox temploma 1795-ben épült. 1824-ben megújították. A II. világháborúban kifosztották. 1991. augusztus 19-ről 20-ra virradó éjjel  az épület bejáratánál bomba robbant, bejárati ajtaja megsemmisült, az ablakok kitörtek. A templom ma elhagyatva, romos állapotban áll. Egyhajós, téglalap alaprajzú épület, félköríves szentéllyel, amelyet a főhomlokzat középső tengelyében ikonosztáz és harangtorony választ el a templom többi részétől. A hajó csehsüvegboltozatos, míg a szentély dongaboltozatos, az apszis feletti félkupolával. A falfelületek márványburkolatúak, a boltíves mezőkön ovális és kerek, profilozott, keretezett medalionokat helyeztek el.